# مقاطعة باكس- بودروغ

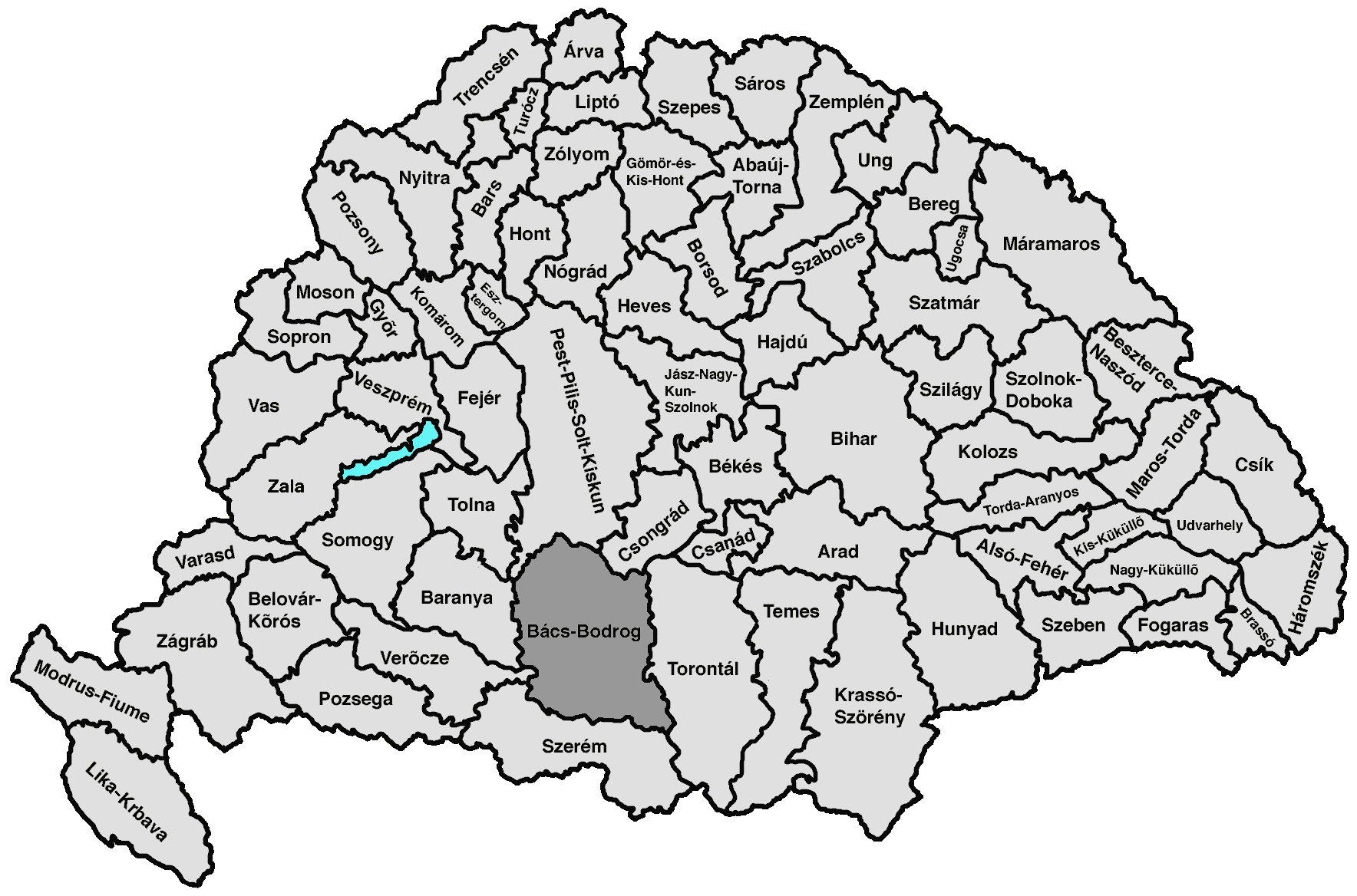
موقع المقاطعة ضمن مملكة المجر.

مقاطعة باكس- بودروغ (بالمجرية: Bács-Bodrog vármegye، بالألمانية: Komitat Batsch-Bodrog، بالصربية: Bačko-bodroška županija)، كانت مقاطعة إدارية تابعة لهابسبورغ التابعة لمملكة المجر من القرن 18 إلى عام 1918. أراضيها تقع حالياً في شمال صربيا (غرب فويفودينا) وجنوب المجر. عاصمة المقاطعة مدينة سومبور (بالصربية: Sombor).